# Unione accademica nazionale
L'Unione accademica nazionale (UAN) è un ente dotato di personalità giuridica di diritto pubblico, sottoposto alla vigilanza del Ministero per i Beni e le Attività Culturali. Come da previsione statutaria, essa persegue, fin dalla nascita, «lo scopo di offrire la collaborazione italiana - anche attraverso un coordinamento di varie attività accademiche - alle ricerche e pubblicazioni promosse dall'Union académique internationale (UAI), nell'ordine delle scienze filologiche, archeologiche, storiche, morali, politiche e sociali, in conformità agli statuti della predetta U.A.I.» (art. 1 dello statuto dell'UAN; R. D. 11 settembre 1924; art. 2, L. 8 giugno 1949, n. 428).
La sua sede è a Roma, villa Farnesina, in via della Lungara a Trastevere, edificio di rappresentanza dell'Accademia nazionale dei Lincei.

## Storia dell'UAN
La fondazione dell'UAN risale al 1923 con un atto normativo (regio decreto 18 novembre 1923, n. 2895) che ne sancì la creazione in simultanea con il Consiglio nazionale delle ricerche.
In sostanza, i due nuovi istituti nascevano con identità di status giuridico e di assetto organizzativo, così come analoghi erano i compiti a ciascuno di essi affidati: la UAN assolveva alla stessa funzione del CNR (aderente invece al CIR, Consiglio internazionale delle ricerche), ma in un differente campo di azione, quello delle discipline umanistiche.
L'unione accademica nazionale fu soppressa nel 1938 e ricostituita solo dopo la fine della guerra, nel 1949. Il suo attuale statuto è stato recepito con D.P.R. 4 febbraio 1955, n. 1262.

## Consociati dell'UAN
Nell'Unione accademica nazionale sono consociate diverse accademie italiane e istituti culturali:
- Accademia nazionale dei Lincei di Roma
- Accademia delle scienze di Torino
- Istituto lombardo accademia di scienze e lettere di Milano
- Istituto veneto di scienze, lettere ed arti di Venezia
- Accademia delle Scienze dell'Istituto di Bologna
- Società nazionale di scienze, lettere e arti di Napoli
- Accademia nazionale di scienze, lettere e arti di Palermo
- Accademia toscana di scienze e lettere La Colombaria di Firenze
- Accademia della Crusca
- Accademia ligure di scienze e lettere di Genova
- Accademia Pontaniana di Napoli
- Accademia nazionale virgiliana di Mantova
- Accademia etrusca di Cortona
- Accademia Pugliese delle Scienze di Bari

## Risorse on line
L'Unione accademica nazionale offre alcuni archivi consultabili on line:
- ALIM - Archivio della latinità italiana del Medioevo: un corpus di testi letterari e documentari della latinità medievale e della letterarietà mediolatina in territorio italiano
- CMCL- Corpus dei Manoscritti Copti Letterari, da un progetto dedicato allo studio della cultura cristiana in Egitto tra il  I e il XII secolo d.C., con particolare riguardo ai documenti in lingua copta.